# Fort Jackson, South Carolina

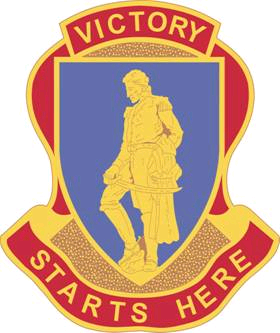
Emblem.

Fort Jackson är en militär anläggning tillhörande USA:s armé i Richland County i South Carolina som är belägen innanför stadsgränsen till delstatshuvudstaden Columbia. Basen är uppkallad efter Andrew Jackson som var USA:s sjunde president.
Anläggningen uppfördes 1917 och fram till 1940 var namnet Camp Jackson. Sedan 1973 har det varit en renodlad utbildningsanläggning.
Fort Jackson ingår i United States Army Training and Doctrine Command och vid dess Army Basic Training Center of Excellence genomgår ungefär hälften av de meniga i armén sin grundutbildning. På Fort Jackson finns även arméns enda utbildning för dess drillsergeanter samt för arméns själavårdspersonal.